# 李啬庵故居
李啬庵故居又名范家花园，位于中国江苏省泰州市海陵区五一路24至26号，由晚清泰州豪富李啬庵建于道光年间，原有东、中、西三路建筑，其中中路存厅屋、堂屋和后楼三进建筑，东路存六进建筑，西路则仅存书房。该建筑群现与自其西侧迁移而来的田敬锡故居（夏家花园）合并为泰式古民居建筑群，其迁移和修缮共耗资5600多万元。